# Péole–1
Péole–1 francia technológiai műhold.

## Küldetés
Feladata elősegíteni a földi állomások optikai és elektronikai megfigyelését, pályaadatok kiszámítását, illetve a kalibrációk végrehajtását.

## Jellemzői
Gyártotta a SEREB (Société pour l'étude et la réalisation d'engins balistiques) és a Matra, üzemeltette a Francia Űrügynökség (CNES).
Megnevezései: Péole–1; Preliminaire Eole (Péole–1); COSPAR: 1970-109A; Kódszáma: 4801.
1970. december 12-én a Guyana Űrközpontból egy Diamant–B hordozórakéta juttatta magas Föld körüli pályára (HEO = High-Earth Orbit). Az orbitális egység pályája 98,4 perces, 15 fokos hajlásszögű, elliptikus pálya perigeuma 520 kilométer, az apogeuma 749 kilométer volt.
A földi gravitáció irányába mutató gradiensen stabilizált műhold. 44 sarokreflektort tartalmazott. Tömege 70 kilogramm. A tervezettnél alacsonyabb pályára állt.
1980. június 16-án 3473 nap (9,51 év) után befejezte működését.

## Külső hivatkozások
- Péole–1. lib.cas.cz. [2013. október 13-i dátummal az eredetiből archiválva]. (Hozzáférés: 2014. február 6.)
- Péole–1. astronautix.com. (Hozzáférés: 2014. február 6.)